# Caso de abuso
Caso de abuso es un modelo de especificación para requerimientos de seguridad usado en la industria del desarrollo de software. El término es una adaptación de Caso de uso.
Este término fue introducido por John McDermott y Chris Fox en 1999, mientras trabajaban en el departamento de Ciencia de Computación de la universidad de James Madison. Como lo definieron sus autores, un caso de abuso es «un tipo de interacción completa entre un sistema y uno o más actores, donde el resultado de la interacción es perjudicial para el sistema, uno de los actores o uno de los stakeholders del sistema. No podemos definir que haya integridad sólo si decimos que existen transacciones correctas entre los actores y el sistema. En vez de ello, definimos un abuso en términos de interacciones que resultan en algún daño real. Un caso de abuso completo define una interacción entre un actor y el sistema que termina con un daño a un recurso asociado a uno de los actores, stakeholders o el sistema mismo.»
Esta notación es muy parecida a los Caso de uso indebidos (Misuse case), pero existen diferencias según Chun Wei de la Universidad de Auckland y estas fueron indicadas en un artículo escrito el año 2005.

## Resumen

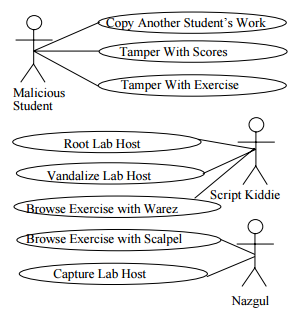
Ejemplos de Casos de Abuso

Un Caso de uso especifica el comportamiento deseado entre el software y otros productos involucrados, donde en general está estructurado como «historias» o escenarios detallando el normal uso del software. Se usa UML. 
Los Casos de Abuso también usan notación UML para modelar el abuso en el sistema.

### Área de uso
Los casos de abuso se usan en general en requerimientos de seguridad.

## Conceptos básicos
Un diagrama de Caso de Abuso es creado junto a su correspondiente diagrama de Caso de Uso, pero no en el mismo diagrama (diferente de los Casos de Uso inválidos). No existe nueva terminología o símbolos especiales para los diagramas de caso de abuso, se deben usar los mismos que para un caso de uso.
Ambos diagramas se mantienen separados.